# Amando di Maastricht
Sant'Amando di Maastricht (Nantes, 584 – Elnon, 679) è stato un vescovo, santo e missionario franco.
Dapprima monaco eremita, poi missionario nella Fiandra, fu quindi vescovo di Tongres e Maastricht.

## Biografia
Di nobile lignaggio, all'età di venti anni abbandonò la famiglia e si fece monaco nei dintorni di Tours, resistendo a tutti i tentativi della sua famiglia di distoglierlo dal suo ideale di vita. A seguito di ciò che egli considerava un'ispirazione divina, si recò a Bourges, dove, sotto la direzione di Austregisilo, vescovo di quella città, rimase in solitudine per quindici anni, vivendo in una cella e cibandosi di pane e acqua.
Dopo un pellegrinaggio a Roma, fu consacrato vescovo in Gallia all'età di trentatré anni: su richiesta di Clotario II, si recò nelle terre settentrionali del regno dei Franchi e fu il primo evangelizzatore degli abitanti nella regione di Gand, ancora in larga parte pagani ed in seguito estese la sua opera a tutta la Fiandra: secondo una leggenda agiografica, pur soffrendo persecuzione e sottoponendosi a grosse privazioni, non ottenne nessuna conversione fino a quando non compì il miracolo di risuscitare un criminale che era stato impiccato. In questa sua attività ebbe come discepolo e poi aiutante, San Bavone.
Fece poi erigere due monasteri (639) a Gand (San Pietro) e sul Monte Blandin (San Bavone), che costituiscono i più antichi monumenti della cristianità in Belgio.
Al suo ritorno in Gallia, nel 630, andò incontrò all'ostilità del re Dagoberto I, che egli si era sforzato di distogliere da uno stile di vita peccaminoso e fu espulso dal regno. Successivamente Dagoberto lo pregò di rientrare, chiedendogli perdono per il male fatto, e gli fece richiesta di essere il tutore dell'erede al trono. Il pericolo di vivere a corte mosse Amando a rifiutare quell'onore. Il suo successivo apostolato fu tra gli Slavi del Danubio, ma senza successo.
Fu nominato Vescovo di Tongres e Maastricht intorno all'anno 649 ma, non riuscendo a reprimere i disordini che avvenivano in quella zona, si rivolse a papa Martino I per ricevere istruzioni. La risposta delinea un piano di azione riguardo al clero ribelle e contiene anche informazioni sull'eresia monotelita che, in quel periodo, stava affliggendo l'Oriente. Ad Amando fu affidato il compito di convocare concili in Neustria e Austrasia per far conoscere ai vescovi della Gallia i decreti che erano stati approvati a Roma. A loro volta i vescovi della Gallia lo incaricano di portare gli atti dei loro concili al papa.
Amando si servì di quest'occasione per ottenere l'esonero dal vescovato di Maastricht e riprendere il suo lavoro di missionario.
In questo periodo entrò in relazioni con la famiglia di Pipino di Landen e aiutò Gertrude di Nivelles e santa Itta a fondare il loro famoso monastero a Nivelles.
Già trent'anni prima egli si era recato nei Paesi Baschi per predicare, ma aveva ottenuto scarso successo. Ora gli fu fatta richiesta dagli abitanti del luogo di ritornare e, nonostante avesse oramai settant'anni, intraprese l'evangelizzazione e pare che abbia eliminato il paganesimo dal paese. Ritornato ancora una volta nel suo paese, fondò numerosi monasteri, in un'occasione anche a rischio della sua vita. Soprattutto il Belgio vanta molte delle sue fondazioni. Dagoberto gli fece molte concessioni per le sue svariate istituzioni.
Fu lui a ordinare sacerdote sant'Ursmaro verso il 670.
Morì nel monastero di Elnon (poi ribattezzato in suo onore Saint-Amand-les-Eaux) a novant'anni circa. La sua memoria liturgica viene celebrata dalla Chiesa cattolica il 6 febbraio

## Eventi leggendari
La Leggenda aurea vuole che egli abbia incontrato un serpente nel giardino di un convento e che, con l'aiuto della preghiera e di un segno di croce, l'abbia costretto ad entrare in un pertugio e a non uscirvi mai più.